# Anden Congokrig
Den Anden Congokrig (fransk: La deuxième guerre du Congo) også kendt som Afrikas (første) verdenskrig (La première guerre mondiale africaine) brød ud i august 1998 i Den Demokratiske Republik Congo (DR Congo, tidligere Zaïre), og sluttede officielt i juli 2003 da en ny overgangsregering tog magten i landet. Selv om krigen officielt er overstået, fortsætter volden i landet dog. Krigen var den største i afrikansk historie og involverede otte lande og 25 større væbnede grupper. Frem til 2011 har krigen og efterspillet kostet 5,8 millioner mennesker livet hovedsageligt på grund af sygdom og sult.
Dette gør krigen til den konflikt, der har medført de højeste tabstal siden Anden Verdenskrig.
Millioner af congolesere er blevet fordrevet fra deres hjem, og har måttet rejse til andre dele af landet, eller har søgt asyl i nabolandene.
Til trods for at krigen officielt var slut, og parterne havde aftalt at danne en ny regering i juli 2003, døde der f.eks. i 2004 ca. 1.000 mennesker dagligt på grund af sygdomme og fejlernæring, som let kunne have været undgået.

## Fraktioner
På grund af krigens karakter, hvor plyndring af naturresurser og udnyttelse af befolkningen har været det reelle krigsmål for de fleste grupper, har der været mange undtagelser fra den følgende opdeling, og grupper inden for samme kategori har ofte haft voldelige sammenstød over resurser og territorier.

### Regeringen og dens allierede
De regeringsvenlige styrker omfattede den congolesiske hær under ledelse af præsident Laurent-Désiré Kabila og senere hans søn Joseph Kabila, forskellige Mai-Mai-grupper som var imod udenlandsk indflydelse og regeringens udenlandske allierede Zimbabwe, Angola, Tchad, Sudan og Namibia. Disse kontrollerede de vestlige og sydlige dele af DR Congo. Hovedmålet for regeringen og dens allierede var at skabe en stærk stat, og dermed få kontrol over landets naturresurser.

### Rwanda og de øvrige tutsier
Kabilas hovedmodstander var Rwandas regering, som bestod af folk fra den tidligere tutsi-guerillahær Rwandan Patriotic Front (Rwandas patriotiske front) under Paul Kagame. Kagame samlede en alliance omfattende den ligeledes tutsidominerede regeringer i Burundi, militser dannet af banyamulenge (de etniske tutsier i DR Congo), og den banyamulenge dominerede gruppe Rassemblement Congolais pour la Démocratie (Den congolesiske samling for demokrati) (RCD) og deres oprørsgrupper med base i Goma i Østcongo. Tutsistyrkerne i DR Congo var mest aktive i kivuprovinsene, og kontrollerede et territorium som strakte sig 1500 km vestpå mod Kinshasa. Målene for denne gruppen var at beskytte Rwanda og Burundis grænser, beskytte tutsierne i DR Congo, udligne Ugandas påvirkning af landet, samt at få adgang til Congos rige naturresurser.

### Hutuerne
De hutu-venlige styrker bestod af flygtede hutumilitser fra Rwanda, som var ansvarlige for folkemordet i Rwanda i 1994, oprørere fra Burundi, som ville omstyrte den burundiske regering, congolesiske hutuer og Mai-Mai militser. Den vigtigste hutugruppe var Forces Démocratiques de la Libération du Rwanda ((FDLR) (Demokratiske styrker til befrielse af Rwanda) som opererede i Kivu-regionen. Deres mål var at smide alle udenlandske tutsistyrker ud, gennemføre en etnisk udrensning af banyamulengerne, og at styrte regeringerne i Rwanda og Burundi, samt at få kontrol over Østcongos naturresurser.

### Uganda og dets allierede
Ugandas hær var allieret med diverse uganda-støttede congolesiske oprørsgrupper, som Mouvement pour la Libération du Congo (Bevægelsen for befrielsen af Congo), som havde kontrol over de nordøstlige og centrale dele af DR Congo. Deres erklærede mål var at beskytte grænsen mod Uganda mod at blive krænket af væbnede ugandiske grupper med base i DR Congo, såsom Allied Democratic Forces (Allierede demokratiske styrker) og People's Redemption Army (Folkets frelserhær) (Det er usikkert om sidstnævnte faktisk har eksisteret), og at ødelægge oprørnes baser i DR Congo. Uganda hævdede, at Joseph Kabilas regering intet gjorde for at stoppe disse oprørsgrupper. FN har udpeget Uganda som et af de lande, som ulovligt har tappet DR Congo for flest naturresurser.

## Første Congokrig: Kabilas march mod Kinshasa
Den Første Congokrig startede i 1996. Baggrunden var, at medlemmer af hutumilitsen Rassemblement Démocratique pour le Rwanda havde foretaget flere raids ind i Rwanda fra Zaïre. Rwandas nye tutsiregering blev derfor mere og mere bekymret for, at hutumilitsen – der primært bestod af tidligere folkemordere – planlagde en regulær invasion. Rwandas regering protesterede over disse krænkelser af landets territorium, og gav våben til banyamulenge-tutsierne i det østlige Zaïre for at holde hutuerne væk fra grænsen. Mobutu-regeringen i Zaïre protesterede kraftigt over dette, men havde ikke kapacitet til at skride militært ind, og pga. regimets ekstreme korruption, havde det også meget lidt sympati fra omverdenen.
Med aktiv støtte fra Rwandas, Ugandas og Angolas hære, rykkede Laurent-Désiré Kabilas oprørsstyrker metodisk ned ad Congofloden. De mødte kun let modstand fra Mobutus styrker, da hans regime var i færd med at gå i opløsning. Hovedparten af Kabilas soldater var veteraner fra konflikterne rundt om de store afrikanske søer. Kabila selv havde høj troværdighed, fordi han længe havde bekæmpet Mobutu og tilhørte samme parti som det uafhængige Congos første premierminister Patrice Lumumba. Denne blev afsat af en kombination af interne og vestlige kræfter, og blev siden myrdet. I 1965 kom hærchefen Mobutu derefter til magten. Kabila havde erklæret sig for marxist og beundrer af Mao Zedong og kæmpet mod Mobutus styre i næsten tyve år, selv om han i følge sin læremester i guerillakrigsførelse Che Guevara var en uengageret og meget lidt inspirerende leder.
Kabilas hær foretog en langsom bevægelse vestpå i december 1996 – da den store flygtningekrise nærmede sig sin afslutning – og tog undervejs kontrol med grænsebyer og miner. Der kom rapporter om massakrer og brutal fremfærd fra oprørshæren, og en menneskerettighedsundersøgelse udført af FN, offentliggjorde vidneudsagn, ifølge hvilke AFDL deltog i massakrer, og at så mange som 60.000 civile var blevet dræbt af den fremrykkende hær. Dette blev på det skarpeste afvist af AFDL. FN-efterforskeren Roberto Garreton sagde, at under hans undersøgelse i Goma, fremkom der påstande om både forsvindinger, tortur og drab. Han citerede Moese Nyarugabo, en af Mobutus mænd, for at drab og forsvindinger må forventes i krigstid.
I marts 1997 startede Kabilas styrker en storoffensiv, og forlangte at myndighederne overgav sig. Oprørerne tog storbyen Kisangani 27. marts, men rapporterne om dette blev afvist af myndighederne, som startede en lang propagandakampagne, hvor forsvarsministeriet kom med fejlinformation om, hvad der virkelig skete i krigen.
I slutningen af marts blev det foreslået at etablere samtaler mellem parterne. Den civile politiker Etienne Tshisekedi, som længe havde været modstander af Mobutu, blev premierminister 2. april. På dette tidspunkt havde Kabila kontrol over ca. 25 % af landet. Kabila afviste den nye koalitionsregering og advarede Tshisekedi om, at han ikke ville få nogen andel i en ny AFDL-regering, hvis han tog imod premierministerpost.
Gennem hele april rykkede AFDL stadig ned ad Congofloden, og i maj havde de nået udkanten af hovedstaden Kinshasa. Den 16. maj, efter at fredssamtalerne brød sammen og Mobutu flygtede fra landet, gjorde den multinationale hær, anført af Kabila, et forsøg på at erobre Lubumbashi lufthavn. Mobutu døde 7. september i Marokko, og samme dag udnævnte Kabila sig selv til præsident. Det første han gjorde var at gennemføre en voldelig kampagne mod kriminelle og private militser for at bringe orden til landet, derefter tog han fat på et forsøg på at reorganisere statsmagten.

## Uvelkommen "støtte"
Da Kabila tog kontrol over hovedstaden i maj 1997, mødte han flere store hindringer for at styre landet, som han omdøbte til Den Demokratiske Republik Congo. Udover politiske konflikter mellem forskellige oprørsgrupper og en enorm udlandsgæld, viste de udenlandske allierede sig at være uvillige til at forlade landet, da Kabila bad om det. Den tydelige rwandiske tilstedeværelse i hovedstaden gjorde mange congolesere utrygge, og Kabila blev af mange set som en marionet for udenlandske kræfter.
Spændingen nåede et foreløbigt højdepunkt den 14. juli 1998, da Kabila afskedigede sin rwandiske stabschef James Kabarebe, og erstattede ham med den congolesiske Celestin Kifwa. Kabila skal have følt, at han efterhånden havde nok politisk støtte i DR Congo til at lægge afstand til de lande, som havde hjulpet ham til magten. Denne episode gjorde det allerede anspændte forhold til Rwanda endnu værre, og så hjalp det ikke ret meget, at Kabarebe blev Kifwas militærrådgiver.
To uger senere opgav Kabila de diplomatiske manøvrer, takkede Rwanda og Uganda for hjælpen, og beordrede alle rwandiske og ugandiske tropper ud af landet. I løbet af 24 timer blev de rwandiske militærrådgivere i Kinshasa fløjet ud af landet. Banyamulengene som boede i Østcongo, var den gruppe, som blev mest oprørte over denne ordre. Deres konflikter med de omkringboende etniske grupper havde udløst den første krig i Congo, og nu kunne Rwandas regering igen bruge dem til at destabilisere DR Congo. Banyamulengerne skulle således endnu en gang blive gnisten, som udløste en større konflikt i Congo.

## 1998–1999
Oprørenes indledende offensiv blev i løbet af få uger en alvorlig trussel for Kabila-regeringen. Regeringen blev kun reddet gennem hurtig indgriben fra flere andre afrikanske stater. En overgang så det ud som om, at konflikten skulle eskalere til en konventionel krig mellem flere nationale hære, da oprørsstyrkerne blev presset tilbage mod Uganda og Rwanda. Dette blev dog afværget, da frontlinjerne stabiliserede sig i løbet af 1999. Derefter blev konflikten i høj grad udkæmpet af irregulære styrker, og der var kun små ændringer i de områder, de forskellige grupper havde kontrol over.
Den 2. august 1998 gjorde banyamulengerne i byen Goma oprør. Rwanda tilbød straks at give militær hjælp til banyamulengerne, og tidligt i august var en velbevæbnet militsgruppe, Rassemblement Congolais pour la Démocratie (RCD) (Kampagnen for congolesisk demokrati) etableret. Gruppen bestod hovedsagelig af banyamulenger og blev støttet af Rwanda og Uganda. RCD fik hurtigt kontrol med de resurserige østlige provinser inklusive byerne Bukavu og Uvira i Kivu, samt Goma, som de gjorde til deres hovedbase. Den tutsi-ledede rwandiske regering – som var allieret med Uganda og Burundi – foretog også fremstød, og besatte en stor del af det nordøstlige Congo. Præsident Kabila fik hjælp af militante hutuer i det østlige Congo til at smide rwanderne ud, og ophidsede folkestemningen mod tutsierne, hvilket resulterede i flere offentlige lynchninger i Kinshasas gader. Den 12. august udtalte en major i hæren, der opfordrede til modstand på en radiostation i Bunia i Østcongo. "Folk må medbringe en machete, et spyd, en pil, en hakke, spader, river, køller, elektriske hegn, pigtråd, sten og den slags ting, for – mine kære lyttere – at kunne dræbe de rwandiske tutsier.» De rwandiske myndigheder hævdede på deres side, at en betydelig del af det østlige Congo var "historisk rwandisk". Rwanderne anklagede desuden Kabila for at organisere et folkemord på deres tutsi stammefrænder i Kivuregionen. I hvor høj grad den rwandiske intervention faktisk var motiveret af et ønske om at beskytte banyamulengerne, og ikke bare bruge dem som et dække for egne magtpolitiske og økonomiske mål, er ukendt.
Ved et dristigt træk kaprede oprørere fra DR Congo et fly og fløj det til regeringens base i Kitona på Atlanterhavskysten, hvor de fik støtte fra mange i regeringsstyrkerne, som gjorde mytteri og slog følge med kaprerne. Flere byer i Østcongo og rundt om Kituna faldt i hurtig rækkefølge, i takt med, at de forenede styrker fra RCD, Rwanda, Burundi og Uganda blev tilført stadig flere regulære soldater, mens alle diplomatiske forsøg på at løse konflikten fra andre afrikanske landes side randt ud i sandet.
Den 13. august, mindre end to uger efter at oprøret brød ud, havde oprørerne kontrol over kraftværket i Inga, som producerede strøm til Kinshasa, og havnen i Matebi, som hovedparten af Kinshasas mad blev fragtet gennem. Diamantcenteret Kisangani faldt til oprørerne den 23. august, og de styrker som rykkede frem fra øst begyndte at true Kinshasa mod slutningen af august. Uganda, som stadig støttede RCD sammen med Rwanda, oprettede nu sin egen oprørsgruppe, som kun fik støtte af Uganda, Mouvement pour la Libération du Congo (MLC) (Congos Befrielsesbevægelse).
Til trods for at frontlinjen bevægede sig mod vest, fortsatte kampene over hele landet. Samtidig med at oprørsstyrkerne vandt terræn ved Kinshasa, fortsatte regeringsstyrkerne nemlig med at kæmpe om kontrollen med byerne i den østlige del af landet. De militante hutuer, som blev kontrolleret af Kabila, var også en vigtig styrke i Østcongo. Men Kinshasas og Kabilas fald virkede stadig mere sandsynligt til trods for, at præsidenten desperat søgte efter støtte hos diverse afrikanske nationer og Cuba.
Oprørsoffensiven blev brat stoppet, da Kabilas diplomatiske anstrengelser til slut bar frugt. Congoleserene i både den østlige og vestlige del af landet viste også en stærk nationalfølelse, og afviste at acceptere den anden invasion af rwandiske og ugandiske styrker i løbet af to år. De første afrikanske lande som svarede på Kabilas bøn om hjælp var andre medlemmer af SADC (Det sydafrikanske udviklingsfællesskab). Selv om medlemmerne af SADC er forpligtet til fælles forsvar, hvis et af medlemslandene bliver udsat for aggression fra andre lande, indtog flere af medlemmerne et neutralt ståsted i konflikten. Myndighederne i Namibia, Zimbabwe og Angola, støttede derimod åbent Kabila og hans regering efter et møde i Harare i Zimbabwe 19. august. I de følgende uger kom også Tchad, Libyen og Sudan (som ikke er medlemmer af SADC) med i konflikten på Kabilas side.
Dermed begyndte en flersidig krig. I september 1998 holdt zimbabwiske styrker, som blev fløjet ind til Kinshasa, stand mod en oprørsoffensiv som nåede udkanten af byen. Samtidig angreb angolanske styrker de angribende oprørere fra nord og øst via den angolanske Cabinda-provins. Denne indgriben fra flere lande reddede Kabila og hans regering, og pressede oprørernes frontlinjer længere væk fra hovedstaden. Dette var dog ikke nok til at knuse oprøret, og modoffensiven stod i fare for at udvikle sig til en direkte konflikt med regeringshærene fra Rwanda og Uganda.
I november 1998 blev der meldt om en ny Uganda-støttet oprørsgruppe, MLC, i Nordcongo, og den 6. november indrømmede Rwandas præsident Paul Kagame for første gang, at rwandiske regeringsstyrker støttede oprørerne i RCD "af sikkerhedsgrunde". Dette skete efter en forespørgsel fra Sydafrikas præsident Nelson Mandela, som forsøgte at få fredssamtaler i gang. Den 18. januar 1999 gik Rwanda, Uganda, Angola, Namibia og Zimbabwe med til en våbenhvile på en konference i Namibias hovedstad Windhoek. RCD var imidlertid ikke inviteret med til konferencen, så kampene fortsatte.
Udenfor Afrika forholdt de fleste land sig neutrale, men pressede samtidig på for at få afsluttet volden. De ikke-afrikanske stater var ekstremt tøvende med at sende tropper til regionen. Flere vestlige mine- og diamantselskaber – overvejende fra USA, Canada, Australien og Japan – støttede Kabila, og fik som tak for deres opbakning til regeringen lukrative forretningsaftaler under begge krige. Dette blev stærkt kritiseret af vestlige menneskerettighedsgrupper. Michael Ross har kaldt dette fænomen "krigsbytte-futures" (en futureskontrakt på plyndring – altså salg af rettighederne til udvinding af naturresurser i fremtiden, uafhængig af om man har kontrol over disse naturressourcer, når kontrakten indgås). Mineselskabernes indgåelse af disse "futures" forlængede sandsynligvis konflikten i DR Congo, eftersom de krigsførende parter kunne skaffe sig indtægter fra salg af fremtidige mineraludvindinger, uden at være afhængige af rent faktisk at kontrollere resurserne i salgsøjeblikket.

### Udenlandsk støtte til regeringen i Congo

#### Zimbabwe
Regeringen i Zimbabwe sendte tropper for at støtte Kabila i 1998. Præsident Robert Mugabe – der blev tiltrukket af Congos store naturresurser og et ønske om at øge sin egen status og tiltrækningskraft i Afrika – var den ivrigste tilhænger af at gribe ind på Kabilas side. Kabila og Mugabe havde skrevet under på en aftale til 200 millioner amerikanske dollar, som angik flere selskaber ejet af Mugabe og hans familie, og Kabila indgik også andre minekontrakter med selskaber under Mugabe-familiens kontrol. Mugabes andet motiv til at gribe ind i konflikten var hans personlige ambitioner om at spille en ledende rolle i afrikansk storpolitik. Han var irriteret over, at Nelson Mandela havde fortrængt ham fra positionen som det sydlige Afrikas vigtigste talsmand og ønskede at genvinde denne rolle. Samtidig gav krigen gav ham chancen for at gøre op med en anden fremtrædende afrikansk leder og politisk rival, Ugandas præsident Yoweri Museveni. Mugabe var leder af SADC's "Organ for politik, forsvar og sikkerhed" og mente, at han kunne genvinde positionen som regionens førende statsmand ved at hjælpe Kabila. Mugabe præsenterede krigen som en indsats til støtte for "en demokratisk valgt regering". Involveringen i krigen udløste en kraftig nedgang i den zimbabwiske økonomi, og værdien af den zimbabwiske dollar. Desuden førte krigsudgifterne til en akut mangel på kontanter.

#### Angola
Den angolanske regering havde kæmpet mod Mobutu Sésé Seko i den første krig i Congo på grund af hans støtte til den angolanske oprørsgruppe UNITA. Den angolanske regering ønskede at sætte en stopper for UNITA's operationer i det sydlige Congo, hvor UNITA byttede diamanter hentet fra den oprørsstyrede del af Angola mod udenlandske våben. Angola havde ingen tiltro til, at en ny præsident ville vise sig mere effektiv end Kabila, og frygtede at kampene ville lede til et magtvakuum, som ville tjene UNITA's interesser. Indsættelsen af de kampvante og erfarne angolanske styrker var afgørende for udfaldet af begge de congolesiske krige.

#### Namibia
Præsident Sam Nujoma havde økonomiske interesser i Congo, som på mange måder svarede til Mugabes interesser, med flere familiemedlemmer dybt involveret i den congolesiske mineindustri. Namibia havde derimod få nationale interesser i krigen, og det at landet gik ind i krigen blev mødt med vrede og afsky af både befolkning og oppositionspolitikere.

#### Tchad
Kabila havde først afskrevet mulighederne for at få støtte fra det fransktalende Afrika, men efter et møde i Libreville i Gabon 24. september, gik Tchad med til at sende 2000 mand. Frankrig opmuntrede Tchad til at gå med i konflikten, som en måde at genvinde sin indflydelse i en region, hvor franskmændene havde trukket sig tilbage i skam efter folkemordet i Rwanda i 1994. Interventionen fra Tchad blev en fiasko, og styrkerne blev lige fra starten anklaget for alvorlige brud på menneskerettighederne og omfattende plyndring. De trak sig derfor snart tilbage, efter både nationalt og internationalt pres.

#### Libyen
Muammar al-Gaddafis regering organiserede troppetransporterne fra Tchad, noget som overraskede mange iagttagere pga. det anstrengte forhold mellem landene. Gaddafi kan have anset det som en måde at tjene penge på, men det er også sandsynligt, at et stærkt motiv var ønsket om at bryde ud af den internationale isolation Libyen var havnet i som et resultat af bomben i Pan Am-flyet over Lockerbie i Skotland i 1988.

#### Sudan
Ubekræftede rapporter i september tydede på, at den sudanesiske regering sendte styrker ind i Congo for at kæmpe mod sudanesiske oprørere i Orientale-provinsen, nær den sudanesiske og ugandiske grænse. Sudan etablerede dog aldrig nogen stærk militær tilstedeværelse inde i DR Congo, men gav i stedet støtte til tre ugandiske oprørsgrupper; Lord's Resistance Army (Herrens modstandshær), Uganda National Rescue Front II (Den ugandiske nationale redningsfront II) og Allied Democratic Forces (Allierede demokratiske styrker), som et svar på den ugandiske støtte til den sydsudanske løsrivelsesbevægelse Sudan People's Liberation Army/Movement (Det sudanske folks befrielseshær

## Krigsudviklingen 1999–2000
Den 5. april 1999 nåede de indre spændinger inden for RCD – der skyldtes banyamulengernes dominans – et højdepunkt. Lederen af RCD, Ernest Wamba dia Wamba, flyttede sin base fra Goma til det Uganda-kontrollerede Kisangani for at lede en udbrydergruppe kaldet Forces for Renewal (Styrker for fornyelse). Endnu et tegn på opløsningen af RCD kom, da Ugandas Museveni og Kabila den 18. april indgik en våbenhvileaftale i Sirte i Libyen, efter mægling af Muammar al-Gaddafi. Både RCD og Rwanda havde nægtet at være med til disse forhandlinger. Den 16. maj blev Wamba vraget som leder af RCD, til fordel for en mere Rwanda-venlig leder. Syv dage senere var de forskellige dele af RCD i åben kamp om kontrollen med Kinshasi. Den 8. juni mødtes de forskellige fraktioner for at forsøge at danne en fælles front mod Kabila, men det lykkedes ikke for parterne at løse deres indbyrdes konflikter. Da Uganda oprettede en ny provins i Ituri, udløst dette nye etniske sammenstød i den såkaldte iturikonflikt, som af og til omtales som en "krig i krigen". Til trods for de store vanskeligheder lykkedes det for primært Sydafrikas diplomati, at få krigens første våbenhvile i stand. Våbenhvileaftalen blev underskrevet i juli 1999 i Lusaka af de seks krigsførende lande DR Congo, Angola, Namibia, Zimbabwe, Rwanda og Uganda. Den 1. august skrev også MLC under på aftalen, mens RCD nægtede at skrive under. Ifølge aftalen skulle styrker fra alle parter – under opsyn af en fælles militærkommission – samarbejde om at opspore, afvæbne og dokumentere alle væbnede grupper i Congo, med særlig vægt på de grupper, man viste havde spillet en rolle i folkemordet i Rwanda. Der blev dog ikke gjort noget videre for at følge op på dette.
FNs sikkerhedsråd afsatte kun ca. 90 mand til at støtte våbenhvilen i august 1999. Mens alle parter anklagede hinanden for at bryde våbenhvilen i de kommende måneder, og det stod snart klart, at enhver episode kunne udløse større kamphandlinger.
I begyndelsen af august nåede spændingen mellem de to allierede Rwanda og Uganda bristepunktet, da styrker fra Uganda People’s Defense Force (Det ugandiske folkets forsvarsfront) og Rwandan Patriotic Army (Den rwandiske patriotiske hær) støtte sammen i Kinsangani. I november hævdede den regeringskontrollerede TV-station i Kinshasa, at Kabilas hær var blevet genopbygget og stod klar til at fuldføre sin "befrielsesmission". Rwandiske styrker startede derfor en storoffensiv for at erobre Kinshasa, inden Kabilas styrker kunne få mulighed for at smide dem ud af landet.
Den 24. februar 2000 godkendte FNs sikkerhedsråd en styrke på 5.537 mand som skulle overvåge fredsaftalen. Styrken blev kendt under sin franske forkortelse MONUC. Kampene fortsatte imidlertid mellem regeringen og oprørsstyrkerne, og mellem ugandiske og rwandiske styrker. Der var flere sammenstød og offensiver over hele landet, hvor kampene mellem Uganda og Rwanda i Kisangani i maj og juni 2000 var de blodigste. Den 9. august blev en regeringsoffensiv stoppet af MLC i den ækvatoriale provins ved floden Ubangui, nær Libenge. De militære operationer gav ikke nogen afgørelse, og det lykkedes heller ikke at løse konflikten med diplomatiske midler, hverken gennem bilaterale samtaler, eller via FN, den Afrikanske Union, eller det sydafrikanske udviklingssamarbejde SADC.

## 2001
En livvagt skød og sårede Laurent Kabila i et attentatforsøg 16. januar 2001 i Zimbabwe. To dage senere døde Kabila af sine sår.
Det er ukendt, hvem der beordrede drabet, men de fleste mener, at Kabilas allierede stod bag, og at de var utilfredse med hans dobbeltspil. De var også frustrerede over, at han ikke havde klaret at lave en plan for indførelsen af en demokratisk forfatning, som skulle føre til frie valg. Angolanske tropper var meget synligt tilstede ved Kabilas begravelsesprocession i Kinshasa.
Kabilas søn Joseph Kabila blev enstemmig valgt som sin fars efterfølger af det congolesiske parlament. Dette skyldtes var i høj grad Robert Mugabes støtte, men også at de fleste af parlamentsmedlemmerne var håndplukket af Kabila. Den nye præsident mødte Rwandas præsident Paul Kagame i USA i februar. Her blev Rwanda, Uganda og oprørerne enige om en tilbagetrækningsplan, og Rwanda og Uganda påbegyndte en tilbagetrækning af deres tropper fra frontlinjen.
Avisen Washington Post stillede den vestligt uddannede og engelsktalende Joseph Kabila op som en kontrast til faren. Diplomater anså den nye præsident for en mand, der kunne få "tingene til at forandre sig", mens "Laurent Kabila stod som den vigtigste hindring for en fredelig afslutning af krigen, som startede i 1998 for at afsætte ham". Våbenhvilen fra Lusaka "forblev uopfyldt i høj grad på grund af, at han stadig startede ny offensiver, samtidig med at han forhindrede FN's fredsstyrker i at operere i det regeringsstyrede territorium". En analytiker fra den London-baserede Economist Intelligence Unit konkluderede, at "den eneste hindring har været Kabila, fordi Lusaka-aftalen krævede en demokratisering af regeringen, og det var en trussel mod hans position".
I april 2001 undersøgte et ekspertpanel fra FN den ulovlige udvinding af diamanter, kobolt, koltan, guld og andre lukrative resurser i Congo. Deres rapport anklagede Rwanda, Uganda og Zimbabwe for systematisk at udnytte de congolesiske resurser, og bad FNs sikkerhedsråd om at iværksætte internationale sanktioner
Til trods for, at der hyppigt kom anklager om overgreb i DR Congo, fik den rwandiske regering stadig mere international bistand, end det over 50 gange større DR Congo fik. Den rwandiske præsident Paul Kagame var internationalt respekteret for sit lederskab, som fik afsluttet folkemordet i Rwanda, og for hans anstrengelser for at samle og genopbygge landet.

## 2002
Der blev gjort flere forsøg på at få afsluttet volden, uden at nogen af disse var vellykkede. I 2002 blev Rwandas situation værre. Mange medlemmer af RCD opgav enten kampen, eller slog sig sammen med Kabila. I tilgift blev banyamulengerne – rygraden i Rwandas militsstyrker – stadig mere slidte af de endeløse kampe om kontrollen over Kigali. Et stort antal deserterede, noget som førte til voldelige sammenstød mellem dem og rwandiske styrker. Samtidig blev Kabila den yngres position i Vestcongo stadig stærkere. Den internationale hjælp blev også genoptaget, efter at regeringen fik inflationen under kontrol.
Den 19. april 2002 underskrev parterne i konflikten Sun City-aftalen. Det var en rammeaftale som skulle give DR Cngo en fælles flerpartiregering og demokratiske valg, men kritikerne bemærkede, at der ikke var nogen plan for, hvordan man skulle samle hærene, noget gjorde planen langt mindre effektiv, end den kunne have været. Der har siden været rapporteret om mange brud på Sun City-aftalen, men den førte afgjort til en nedgang i kampenes intensitet og omfang.
Den 30. juli 2002 underskrev Rwanda og DR Congo en fredsaftale, der blev kendt som Pretoriaaftalen efter fem dages samtaler i Pretoria i Sydafrika. Samtalerne drejede sig i hovedsagen om to områder. Det ene var tilbagetrækningen af de omkring 20.000 rwandiske soldater i Congo, og det andre var at få kontrol med tidligere rwandiske soldater og få afvæbnet hutumilitsen Interahamwe, som var en hovedaktør i folkemordet i Rwanda i 1994, og fortsatte med at operere i de østlige dele af Congo. Rwanda havde tidligere nægtet at trække sig tilbage, før hutumilitsen var opløst.
Den 6. september underskrev Uganda og Congo Luandaaftalen, som formaliserede freden mellem de to lande. Aftalen betød, at Uganda skulle trække sine styrker ud af Bunia, og at forholdene mellem de to lande skulle forbedres, men implementeringen af aftalen viste sig vanskellig. Elleve dage senere blev den første rwandiske soldat trukket ud af det østlige Congo, og 5. oktober erklærede Rwanda, at tilbagetrækningen var fuldført. MONUC bekræftede, at over 20.000 soldater var trukket ud af landet.
Den 21. oktober udgav FN rapporten fra ekspertpanelet, der havde set på, hvordan de væbnede grupper udnyttede naturressourcerne. Både Rwanda og Uganda benægtede påstandene om, at højtstående embedsmænd og militærfolk var involveret i ulovlig handel med plyndrede resurser. Den zimbabwiske forsvarsminister Sydney Sekeramayi hævdede, at det zimbabwiske militær trak sig ud af DR Congo i oktober 2002, men i juni 2006 meldte journalister, at en elitestyrke på 50 mand var forblevet i landet for at beskytte Kabila.
Den 17. december underskrev de congolesiske partier i "den intercongolesiske dialog", det vil sige: regeringen, MLC, RCD, RCD-ML, RCD-N, den hjemlige politiske opposition, repræsentanter for embedsværket og Mai Mai, Den globale og altinkluderende aftale. Aftalen skitserer en plan for en overgangsregering, som skulle føre til parlaments- og præsidentvalg i løbet af to år. Aftalen markerede den formelle afslutning på den anden krig i Congo.

## 2003 og fremover: Overgangsregeringen
Den 18. juli 2003 påbegyndte overgangsregeringen sit arbejde, som der blev lagt op til i Den globale og altinkluderende aftale mellem de krigsførende parter. Aftalen forpligter parterne til at gennemføre en plan for en genforening af landet, afvæbning og integration af de krigsførende parters styrker og afholdelse af valg. Der har været flere problemer i processen, hvilket resulterede i fortsat ustabilitet i store dele af landet og en forsinkelse af den fastsatte dato for valg fra juni 2005 til juli 2006.
Hovedårsagen til svaghederne i overgangsregeringen har været, at flere parter i krigen har nægtet at afgive magt til en centraliseret og neutral administration. Nogen grupper opretholder militære kommando- og kontrolstrukturer uafhængig af regeringens, men den internationale krisegruppe har rapporteret, at disse strukturer gradvis bliver reduceret. Et stort problem er den omfattende offentlige korruption, som medfører, at statslige tjenestemænd, soldater og infrastrukturprojekter ikke får de resurser de behøver, hvilket fører til ustabilitet.
Den 30. juli 2006 blev det første valg holdt i DR Congo, efter at befolkningen havde godkendt den nye grundlov. En ny valgrunde blev afholdt 30. oktober og Joseph Kabila genvalgt til præsident.

## Arv og efterspil

### Områder med fortsat konflikt
Den skrøbelige statsmagt har gjort det muligt for militsgrupper, hærenheder og krigsherrer at fortsætte deres vold og menneskerettighedskrænkelser i Østcongo. Der er særligt tre konfliktcentre: Nordkivu og Sydkivu, hvor et svækket FDLR fortsat truer den rwandiske grænse og banyamulengerne, og hvor det Rwanda-støttede RCD-Goma fortsat kæmper mod regeringsstyrkerne, Ituri, hvor MONUC ikke har formået at holde kontrol med de mange militsgrupper, som er involveret i Iturikonflikten, og det nordlige Katanga, hvor de Mai-Mai-grupper Laurent Kabila skabte ikke længere er under Kinshasas kontrol.
Den etniske vold mellem hutuer og tutsier har været drivkraften bag meget af konflikten, da folk på begge sider har frygtet en udryddelse af hele deres etniske gruppe. Grupper tilknyttet Kinshasa eller hutuer fik tætte bånd gennem fælles interesser i at smide tropperne fra Rwanda og Uganda ud. Mens de grupper, som var knyttet til Rwanda og Uganda derimod kæmpede for et fælles mål om at erobre land, som var kontrolleret fra Kinshasa, samtidig med at rivaliseringen om adgangen til resurser splittede dem ad. Der fremkom rapporter om, at Uganda lod Kinshasa sende våben til det hutu-ledede FDLR gennem områder under kontrol af ugandisk-støttede grupper, fordi Uganda, Kinshasa og hutuerne alle ønskede at holde den rwandiske dominans i området i skak.

### Rwandas grænsesikkerhed
Rwanda ønsker, at DR Congo skal smide de FDLR enheder ud, som opererer fra congolesisk territorium, og har også tilbudt tropper til at hjælpe med dette. Regeringen i Kinshasa er dog mistænksom overfor Kigalis indflydelse i området, og virker ude af stand til selv at gøre noget effektivt mod FDLR. Som en konsekvens af dette støtter Rwanda det general Nkundas fortsatte oprør. Dette vil sandsynligvis blive ved, så længe Rwanda føler, at grænsen er truet af hutu-oprørere.

### Militser
Krigen i Congo har stort set været uden store slag eller klart definerede frontlinjer. Selv om et stort antal soldater fra de nationale hære fra flere lande har vært involveret, har lederne været varsomme med at risikere deres styrker i åben kamp. Udstyr og træning af militæret udgør en stor investering for fattige lande, og tab ville være vanskelige at erstatte. Ydermere er Congo et meget stort land, noget som har gjort, at militærafdelinger primært har vært placeret på strategisk vigtige steder, som havne, lufthavne, minecentre og de få store veje, i stedet for at bevogte uklart definerede områder.
Som et resultat af dette er krigen i høj grad blevet udkæmpet af løst organiserede militsgrupper. Disse utrænede og i høj grad udisciplinerede grupper har i høj grad bidraget til den grove vold i konflikten med flittig brug af plyndring, voldtægter og etnisk udrensning. Det har også gjort fredsaftaler meget vanskeligere at få i stand, da militserne har fortsat kamphandlingerne, på trods af våbenhvileaftaler mellem hovedaktørerne. Disse ukontrollerede militser og deres allierede i de forskellige regeringer har dræbt mange congolesere, men endnu flere er døde som følge af sygdomme og sult, som er kommet i kølvandet på krigen.

### Plyndring af resurser
Meget af konflikten fokuserede på at få kontrol over de store naturresurser i DR Congo. Staterne rundt om de store søer i Afrika har i høj grad dækket deres militære udgifter under konflikten med indtægter fra diamanter og tømmer hentet i det østlige Congo. Dette er blevet styret af officerer fra de ugandiske og rwandiske hære, som selv er blevet rige undervejs. Efterhånden som tiden er gået, er den rwandiske hær blevet mindre interesseret i at finde oprørere, og dem som var ansvarlige for folkemordet i landet, og mere interesserede i at styrke sin indflydelse inde i DR Congo. Besættelsesstyrkerne i området har pålagt lokalbefolkningen høje skatter og har konfiskeret de fleste husdyr og meget af maden i området.
Kamp om kontrollen med resurser mellem diverse anti-Kabilastyrker har også resulteret i konflikter. Ugandiske og rwandiske styrker stødte f.eks. sammen i Kisangani, og RCD delte sig i to fraktioner, noget der svækkede anti-Kabilastyrkerne betragteligt. Kabilas styrker var imidlertid for svækkede til at udnytte det.

### Voldtægt som våben
Systematisk voldtægt er blevet brugt som våben gennem hele konflikten. I oktober 2004 rapporterede menneskerettighedsgruppen Amnesty International, at 40.000 tilfælde af voldtægt var blevet indrapporteret de sidste seks år. Størstedelen af disse var fra Sydkivu. Dette er ufuldstændige tal, da de organisationer som finder tallene ikke har adgang til store dele af konfliktområderne, og kun kvinder som har fået behandling for overgreb bliver registreret. Det faktiske tal vil derfor være langt højere. Alle væbnede grupper i konflikten har gjort sig skyldige i voldtægt, selv om de forskellige militser står bag de fleste. Et specielt medicinsk problem, som er opstået i kølvandet på de udbredte overgreb, er den abnormt høje andel af kvinder, som lider af vaginal fistula, som oftest en følge af gruppevoldtægter. De udbredte voldtægter har, udover fysiske og psykiske traumer for de enkelte kvinder, bidraget til spredningen af seksuelt overførte sygdomme som HIV.

### Flygtninge
Som følge af krigen blev 3,4 millioner mennesker internt fordrevne i Congo, og samtidig er hundredetusinder blevet tvunget ud i fattigdom. Hovedparten af de fordrevne er fra den østlige del af landet. Derudover er der rundt regnet 2 millioner flygtninge i nabolandene Burundi, Rwanda, Tanzania og Uganda.

### Pygmæer
Pygmæerne er antagelig urbefolkningen i store dele af de ækvatoriale regnskove i Centralafrika. Under krigen blev pygmæer jaget som dyr og også spist. Begge sider i krigen så på dem som undermennesker, og nogen soldater troede, at pygmækød kan give magiske kræfter. I Nord-Kivu har der været tilfælde af kannibalisme udført af en gruppe kendt som "Les Effacers" (Udrydderne), som ville fjerne folk fra området for at kunne udvinde mineraler. FN's menneskerettighedsaktivister rapporterede i 2003, at congolesiske oprørere havde udført kannibalisme. Sinafasi Makelo, en repræsentant for Mbuti-pygmæerne har bedt FNs sikkerhedsråd om at karakterisere kannibalisme som en forbrydelse mod menneskeheden og folkemord.
I følge Minority Rights Group International er der mange beviser på massemord, kannibalisme og voldtægter mod pygmæer, og man har opfordret den internationale domstol for krigsforbrydelser til at efterforske dette som en kampagne for at udrydde pygmæerne. Selv om pygmæerne er blevet angrebet af næsten alle de væbnede grupper, har oprørsgruppen Movement for the Liberation of Congo (Congos Befrielsesbevægelse), som er en del af overgangsregeringen og fortsat kontrollerer store dele af Nordcongo, fået hovedparten af skylden for angrebene.

### Konsekvenser for naturen
De ødelæggende følger af krigen, både økonomisk og for samfundet, har ført til alvorlige konsekvenser for naturen i regionen. I september 2005, rapporterede WWF at flodhestebestanden i Lake Edward i Virunga nationalpark var gået ned til omkring 900 individer fra ca. 29.000 tredive år tidligere. Nedgangen kommer sandsynligvis af krybskydning for at få kød og stødtænder, som bliver brugt til at producere ulovligt elfenben. I tillæg til dette holder omkring halvdelen af verdens 700 bjerggorillaer til i den samme nationalpark.

### Juridiske konsekvenser
Den 19. december 2005 fastslog FNs internationale domstol, at DR Congos suverænitet var blevet krænket af Uganda, og at Uganda havde udplyndret landet for millioner af dollar. Regeringen i Congo har krævet 10 milliarder dollar i erstatning.

### Rapporter og artikler (kronologisk)
- War and Peace in the DRC af Herbert Weiss, januar 2000
- Thomas Turner. War in the Congo Arkiveret 10. september 2008 hos  Wayback Machine hos Foreign Policy in Focus, april 2000
- BBC: timeline of war, BBC News 17. januar 2001
- Human Rights in the DR Congo: 1997 to the Present Day Arkiveret 10. september 2008 hos  Wayback Machine (PDF) Artikkel med sjeldne detaljer om den tidlige fasen av konflikten, oktober 2001.
- Plunder in the Congo BBC News, 21. oktober 2002
- God’s gift not delivered to Congo Arkiveret 29. august 2008 hos  Wayback Machine. En analyse av hvordan verden reagerte forskjellig på på det som skjedde i DR Congo og Irak.
- BBC: DR Congo's curious new line-up , BBC News 17. juli 2003
- Children at War Amnesty International. September 2003, rapport om børnesoldater i DR Congo
- Adam Hochschild. Heart of Sadness Arkiveret 10. oktober 2008 hos  Wayback Machine, hos Amnesty iInternasjonal, efteråret 2003
- Fergal Keane. Africa's forgotten and ignored war. 18. oktober 2003
- Voldtekt og seksuell utnyttelse av soldater, inkludert FN styrker (BBC artikler), januar og juni 2004
- Four Million Dead: The Second Congolese War, 1998-2004 Utfyllende beskrivelse av krigen og de historiske røttene, april 2004.
- The threat to DR Congo's peace, BBC News 22. juni 2004
- The war that might not have been Arkiveret 14. december 2008 hos  Wayback Machine Inter Press Service: Artikkel om zimbabwiske soldaters involvering, oktober 2004
- Mass rape – time for remedies Amnesty International, 26. oktober 2004
- Oppsummering av FN-rapport om volden og våpenblokkaden, med lenke til hele rapporten, 25. januar 2005
- D.R. Congo: Tens of Thousands Raped, Few Prosecuted, Human Rights Watch, 7. marts 2005
- Eastern DR of Congo surpasses Darfur as biggest, most neglected emergency  FNs infosenter, 16. marts 2005
- 'Thousands' dying in DR Congo war, BBC News, 5. januar 2006
- Johann Hari, A journey into the most savage war in the world: My travels in the Democratic Vacuum of Congo Arkiveret 7. juli 2007 hos  Wayback Machine. 6. maj 2006,
- Greg Queyranne, Congo: A Critical Political Economic Analysis of the War in the Democratic Republic of Congo and its Effects on Women Terry, 1. december 2006

### Kort
- MONUCS kort Arkiveret 3. april 2005 hos  Wayback Machine